# Neuvicq-le-Château
Neuvicq-le-Château település Franciaországban, Charente-Maritime megyében. Lakosainak száma 346 fő (2022. január 1.). Neuvicq-le-Château Courbillac, Mareuil, Bresdon, Macqueville, Siecq, Rouillac és Val-d'Auge községekkel határos.

## Népesség
A település népességének változása:
| Lakosok száma | 504  | 406  | 385  | 394  | 358  | 346  | 321  | 312  | 307  | 346  |
|               | 1968 | 1982 | 1990 | 2006 | 2013 | 2015 | 2017 | 2019 | 2020 | 2022 |